# Eris
 For alternative betydninger, se Eris (flertydig). (Se også artikler, som begynder med Eris)
Eris (Eρις "strid") er splidens gudinde i græsk mytologi.
Udtrykket "stridens æble" kommer fra erisæble, det æble der var den egentlige årsag til den trojanske krig.
Hun er mor til alt slags ondt, Ponos (smerte), Lethe (glemsel), Limos (sult), Ate (forbrydelse) og mange flere, desuden har hun datteren Ate sammen med selveste tordenguden Zeus. Hendes mor er Nyx. Hendes søskende er Eileithyia, og Hebe eller Ker, Thanatos, Hypnos, Momos og Nemesis. I kamp forlader hun aldrig slagmarken, selv når de andre guder gør. Hun har et kampskrig som er både mægtigt og forfærdeligt.